# The Jamie Foxx Show
The Jamie Foxx Show is een Amerikaanse komedieserie die oorspronkelijk werd uitgezonden van 28 augustus 1996 tot en met 14 januari 2001 door The WB. In Nederland werd de serie uitgezonden door The Box en later door Veronica en Comedy Central.

## Synopsis
Jamie King (Jamie Foxx) komt uit Terell (Texas) en gaat naar Los Angeles om daar acteur te worden. Hij besluit daar om toch maar te gaan werken in het familiehotel The King's Tower, eigendom van zijn oom Junior (Garrett Morris) en zijn tante Helen King (Ellia English). In het hotel werken ook de keurige piccolo Braxton P. Hartnabrig (Christopher B. Duncan) en Francesca 'Fancy' Monroe (Garcelle Beauvais), op wie Jamie onmiddellijk valt.
Acteur Foxx won voor zijn rol in 1998 een NAACP Image Award. In de drie jaren erop werd hij telkens genomineerd hiervoor. Het eerste seizoen van The Jamie Foxx Show kwam uit op dvd, en de daaropvolgende seizoenen ook.